# Grand Lake, Nipissing District
Grand Lake är en sjö i Kanada.   Den ligger i Nipissing District och provinsen Ontario, i den sydöstra delen av landet, 170 km väster om huvudstaden Ottawa. Grand Lake ligger 221 meter över havet. Arean är 7,1 kvadratkilometer. Den sträcker sig 6,2 kilometer i nord-sydlig riktning, och 10,5 kilometer i öst-västlig riktning.
I omgivningarna runt Grand Lake växer i huvudsak blandskog. Trakten runt Grand Lake är nära nog obefolkad, med mindre än två invånare per kvadratkilometer.